# Cal Freixes (Figuerola del Camp)
Cal Freixes és un edifici del llogaret de Miramar, al municipi de Figuerola del Camp (Alt Camp), protegit com a bé cultural d'interès local.

## Descripció
Aquest edifici tanca el carrer principal del nucli de Miramar. Com la resta de construccions del carrer, situades a frec d'un penya-segat, presenta diferents nivells. La façana principal és de planta i pis, la lateral de planta i dos pisos i la posterior de planta i tres pisos. Les nombroses modificacions que ha experimentat l'edifici fan difícil una lectura de les diverses etapes constructives. De tota manera en constitueixen elements remarcables les dues portes d'accés, d'arc de mig punt i escarser respectivament, i una finestra geminada, també d'arc de mig punt. La coberta és de teula i el material constructivu és pedra arrebossada i pintada.

## Història
L'aspecte que actualment presenta l'edifici, resultat de remodelacions successives i algunes d'elles bastant recents, impossibilita el reconeixement d'un període de construcció determinat. Tampoc no hi ha cap mena de dada orientadora (data a la llinda, informació documental...) en aquest sentit. L'única deducció aproximada que es pot fer és en relació amb l'evolució general del nucli de Miramar (desenvolupament fins al S. XVIII-XIX) i amb la resta d'edificacions del carrer.